# Quadripode
Der Quadripode ist ein Betonformteil, welches der Errichtung von Wellenbrechern für den Küstenschutz dient. Seine vier „Arme“ sind, anders als die eines Tetrapoden, nicht auf die Ecken eines gedachten Tetraeders ausgerichtet, sondern es bilden drei der Arme einen planen Stern, auf dessen Mittelpunkt der vierte Arm senkrecht aufsitzt.